# Mohammedan Sporting Club
Der Mohammedan Sporting Club ist ein Fußballverein in Kalkutta, Indien. Der Verein spielt in der ersten indischen Liga, der I-League sowie in der Calcutta Super Division.
In Indien verfügt der Verein über eine breite Fanbasis.
Nach der Teilung Britisch-Indiens im Jahre 1947 wechselten einige Spieler des muslimischen Sportklubs nach Dhaka, Bangladesch, und gründeten dort einen gleichnamigen Sportverein, den Mohammedan SC.
Zur Saison 2007/08 schaffte es der Verein in die neue I-League aufzusteigen. Mit Platz elf in der Folgesaison konnte die Liga jedoch nicht gehalten werden. Im Jahr 2009 schaffte er die Rückkehr.

## Erfolge
- I-League

Sieger: 2023/24
2. Platz: 2021/22
- I-League 2nd Division:

Sieger: 2020
2. Platz: 2008, 2013
- National Football League Second Division

Sieger: 2004/05
2. Platz: 2002/03
- Calcutta Football League:

Sieger: 1934, 1935, 1936, 1937, 1938, 1940, 1941, 1948, 1957, 1967, 1981, 2021, 2022
2. Platz: 1942, 1944, 1949, 1960, 1971, 1992, 2002, 2008, 2016/17
- Federation Cup

Sieger: 1983/84, 1984/85
2. Platz: 1981/82, 1989/90, 2003
- Durand Cup

Sieger: 1940, 2013
2. Platz: 1959, 1980, 1992, 2021
- IFA Shield

Sieger: 1936, 1941, 1942, 1957, 1971, 2014
2. Platz: 1938, 1963, 1982, 1990
- Rovers Cup

Sieger: 1940, 1956, 1959, 1980, 1984, 1987
2. Platz: 1941, 1955, 1957, 1958, 1981, 1982, 1983, 1991
- Sait Nagjee Football Tournament

Sieger: 1971, 1984, 1991, 1992
2. Platz: 1979, 1988
- Coochbehar Cup

Sieger: 1902, 1906, 1909, 1947, 1952
- Bordoloi Trophy

Sieger: 1969, 1970, 1985, 1986, 1991, 2018
2. Platz: 1965, 1966, 1971, 1977, 1983
- DCM Trophy

Sieger: 1958, 1961, 1964, 1980
2. Platz: 1960, 1982, 1983
- All Airlines Gold Cup

Sieger: 1986, 1996, 2010
2. Platz: 1987, 1988, 1989, 1990, 2005, 2011, 2012
- Independence Day Cup

Sieger: 1969, 1971, 1972, 1988, 2007
2. Platz: 2018
- Sikkim Gold Cup

Sieger: 1980, 2016, 2019
2. Platz: 1986, 1987, 1989, 1991
- Kalinga Cup

Sieger: 1964, 1991, 2012
- Darjeeling Gold Cup

Sieger: 1984
2. Platz: 2018
- Bodoland Martyrs Gold Cup

Sieger: 2004, 2018
- Nizam Gold Cup

Sieger: 1983
- Vizag Trophy

Sieger: 1986
- Kohima Royal Gold Cup

2. Platz: 1996
- Kohima Royal Gold Cup

2. Platz: 2015

## Stadion
Seine Heimspiele trägt der Verein im Yuba Bharati Krirangan mit 68.000 Plätzen aus, einem der größten indischen Fußballstadien. Spiele der Calcutta Super Division werden im vereinseigenen Stadion, dem Mohammedan Sporting Ground bestritten.